# Транспрессия
Транспрессия — тектонический режим, сочетающий условия сдвига и сжатия. Зоны транспрессии образуются в случае, если сдвиговая зона испытывает дополнительное боковое сжатие. Показателями зон транспрессии являются взбросо-сдвиги и так называемые структуры цветка (структуры пальмового дерева), представляющие собой пакеты тектонических пластин выдавленных из зоны сдвига.